# Me Too (Meghan Trainor)
Me Too è un singolo della cantante statunitense Meghan Trainor, pubblicato il 5 maggio 2016 come secondo estratto dal secondo album in studio Thank You.

## Video musicale
Il video musicale è stato pubblicato il 9 maggio 2016, ma è stato successivamente rimosso quel giorno a causa di un ritocco su photoshop non approvato sul corpo di Meghan Trainor. Su Snapchat, Meghan Trainor in seguito ha dichiarato: “Non ho approvato quel video ed è andato fuori per il mondo, quindi sono imbarazzata.” Il giorno successivo è stata ripubblicata la versione non ritoccata.

## Tracce
Testi e musiche di Meghan Trainor, Eric Frederic, Jacob Kasher Hindlin, Jason Desrouleaux, Peter Svensson.
1. Me Too – 3:01

## Classifiche

### Classifiche settimanali
| Classifica (2016) | Posizione massima |
| ----------------- | ----------------- |
| Australia         | 4                 |
| Austria           | 60                |
| Belgio (Fiandre)  | 30                |
| Belgio (Vallonia) | 40                |
| Canada            | 9                 |
| Francia           | 98                |
| Germania          | 62                |
| Irlanda           | 81                |
| Regno Unito       | 84                |
| Repubblica Ceca   | 61                |
| Stati Uniti       | 13                |

### Classifiche di fine anno
| Classifica (2016) | Posizione |
| ----------------- | --------- |
| Australia         | 51        |
| Canada            | 33        |
| Stati Uniti       | 62        |